# O Meu Coração não Tem Cor
"O meu coração não tem cor" foi a canção portuguesa no Festival Eurovisão da Canção 1996 que teve lugar em Oslo, em 18 de maio de 1996. 
"O Meu Coração Não Tem Cor" venceu a 33ª edição do Festival RTP da Canção, com 95 pontos. A apenas quatro pontos ficou "Canto em Português" de Patrícia Antunes. No coro estavam Bárbara, Mila, Telmo e André, estes dois seus amigos de infância.
Na eurovisão gerou-se uma onda de simpatia em torno de Lúcia Moniz e do seu coro (Fernanda Lopes, Laura Ferreira, Manuel Lourenço e Telmo Miranda). O refrão era cantado por muita gente e até havia uma versão grega. "Parecia ser uma das canções mais populares entre os membros da Comunicação Social"como referiu a TV Guia.
A canção foi interpretada em português por Lúcia Moniz. Foi a quarta canção a ser interpretada na noite do evento, a seguir à canção espanhola "¡Ay, qué deseo!", interpretada por Antonio Carbonell e antes da canção cipriota "Mono Yia Mas", cantada por Constantinos. Terminou em sexto lugar, tendo recebido um total de 92 pontos. Foi a melhor classificação de Portugal no Festival Eurovisão da Canção até ser superado, em 2017, pela vitória de Amar Pelos Dois, de Salvador Sobral.
É uma das poucas canções vencedoras do Festival RTP da Canção que não surge em qualquer álbum da cantora apesar da classificação obtida na Eurovisão. Foram lançados alguns discos de promoção e está incluído em algumas compilações eurovisivas nomeadamente na caixa da Reader's Digest (2002) e no disco lançado pela Farol.

## Autores
| AUTORES                    |
| -------------------------- |
| letrista: José Fanha       |
| Compositor: Pedro Osório   |
| Orquestrador: Pedro Osório |

## Letra
A canção é um número moderado de uptempo. Moniz na canção faz um elogio à língua portuguesa e à cultura lusófona em geral, descrevendo o resultado do antigo Império Português com um "festa tricontinental" ( os três continentes: Europa, África e América do Sul, onde a língua portuguesa é falada) no qual "o que está longe fica perto nas cantigas". A letra faz referência às antigas possessões portuguesas em África (com danças típicas desses locais (morna, coladeira) e Brasil.
Moniz na letra refere-se a vários tipos de dança e música existentes na comunidade lusófona, cantando que "Nós dançamos o samba, o marrabenta", outras danças /estilo s musicais referidas são o (fado, bailinho, a morna,  a coladeira, o corridinho, o funaná, o malhão, etc. Também é feita uma referência a alimentos como figos, papaia e guaraná, todas essas coisas têm "na nossa boca uma saudade desordeira".